# Moderata Fonte

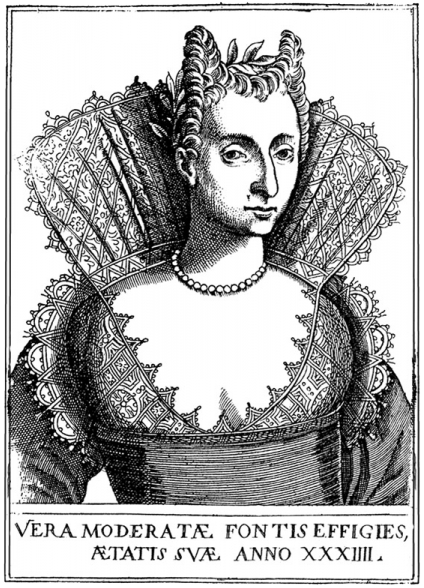
Moderata Fonte

Moderata Fonte, pseudonym för Modesta di Pozzo di Forzi, född 15 juni 1555, död 2 november 1592, var en poet, filosof och författare från Venedig i Italien. Hon skrev romaner och religiös poesi. Hon är främst känd för Il merito delle donne ("Kvinnors förtjänster"), där hon kritiserade den samtida behandlingen av kvinnor, framhävde kvinnors värde och argumenterade för att kvinnor i själva verket var överlägsna män snarare än tvärtom.